# 哈里斯·比爾克貝拉
哈里斯·比爾克貝拉（Haris Belkebla，1994年1月28日—）是阿爾及利亞的職業足球運動員，司職中場。現效力於法甲球隊昂熱。他曾隨國家U23隊參加2016年夏季奧林匹克運動會。